# Osinovecký maják
Osinovecký maják (rusky: Осиновецкий маяк) stojí na pobřeží Ladožského jezera v Leningradské oblasti v Rusku.
Nachází se na jihozápadním výběžku u města Kokorevo a je osmým nejvyšším kamenným majákem na světě.

## Historie
Stavba majáku byla zahájena v roce 1905 a byl dokončen až v roce 1910. Firma, která vyhrála výběrové řízení, zkrachovala a nenašla se další firma, která by projekt dokončila a tak maják byl dokončen ze skromných státních peněz.
Za druhé světové války v období blokády Leningradu (1941–1944) sloužil jako orientační bod na Cestě života. Maják vlastní Ministerstvo obrany Ruska. Není přístupný veřejnosti.

## Popis
Válcová kamenná věž vysoká 70 m je ukončená ochozem a válcovou lucernou. Na věž vede 366 schodů. Věž má červené a bílé vodorovné pruhy. Zdroj světla o elektrická lampa výkonu 500 W je ve výšce 74 m n. m. osvětluje západní stranu nejjižnější části jezera u ústí řeky Něvy v zálivu Petrokreposť. Maják je funkční v období od dubna do listopadu.

## Data
- výška světla byla 74 m n. m.
- záblesky v intervalu 4 s
- dosvit 40,70 km

označení:
- Admirality  ERU-147